# Departamento de Concepción (Paraguay)

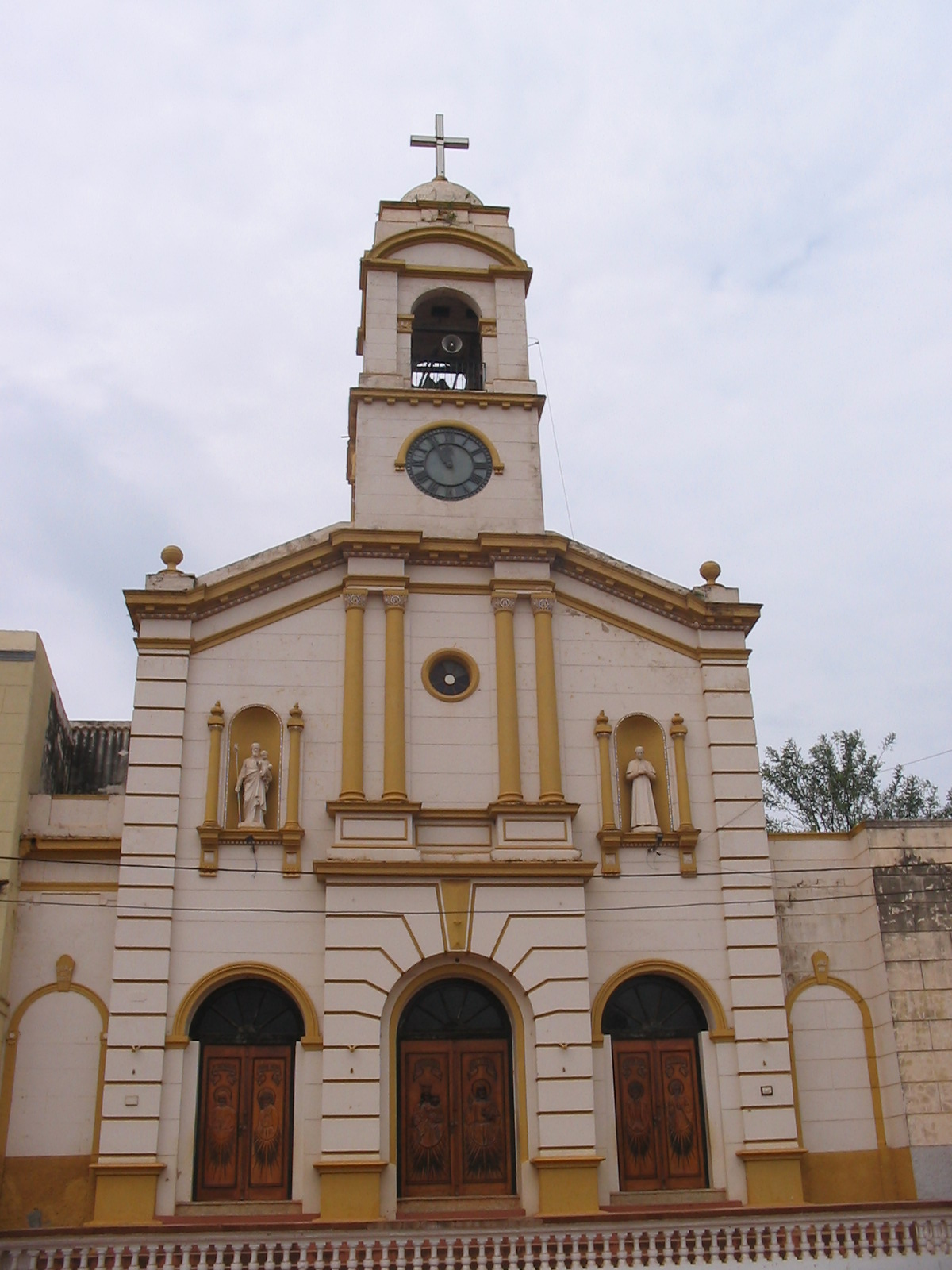
Iglesia de Concepción.

Concepción es uno de los diecisiete departamentos que, junto con Asunción, Distrito Capital, forman la República del Paraguay. Su capital y ciudad más poblada es la homónima Concepción. Está ubicado al noroeste de la región oriental del país, limitando al norte con Mato Grosso del Sur (Brasil), al este con Amambay, al sur con San Pedro, al oeste con el río Paraguay que lo separa de Presidente Hayes y Alto Paraguay. Con 18 051 km² es el quinto departamento más extenso —por detrás de Boquerón, Alto Paraguay, Presidente Hayes y San Pedro—; y el 7° más poblado del país con 204 536 habitantes en 2022.

## Historia
Este departamento ha sufrido a lo largo de su historia de una gran inestabilidad poblacional, especialmente en épocas de la colonia, debido a las incursiones de los “bandeirantes” brasileños por el oriente y los ataques de los indígenas Mbayá - Guaicurú del Chaco.
Durante los últimos años de la colonia, se realizó una gran campaña de reconquista de los territorios invadidos, la que fue realizada con la política de defender poblando la región y con la importante tarea de los padres jesuitas que fundaron la ciudad de Belén, una reducción, con los indígenas Mbayá, en el año 1760.
Durante los gobiernos de Francia y de los López se fortaleció el proceso de poblar y pacificar la región y la zona norte del Paraguay se convirtió en un gran territorio dedicado a la ganadería, actividad productiva que ocupa el 76% de la superficie departamental según el libro Departamento de Concepción. Riqueza y desigualdad social del periodista Hugo Pereira.
Una vez que acabó la Guerra de la Triple Alianza, el territorio de Concepción se unió al de Amambay, constituyéndose en un gran centro de producción yerbatera y forestal.
A inicios del siglo XX Concepción fue nombrada como la segunda ciudad en cuanto a importancia del Paraguay y se convirtió en un activo centro de comercio e intercambio. Debido a su vinculación con Matto Grosso tuvo un gran desarrollo durante esa época.
En el año 1906, con la primera medida ordenadora territorial del espacio nacional, se la nombra como el Primer Departamento. Mediante el Decreto Ley 426 de 1973 se establecieron los actuales límites de Concepción.
En 1947 la ciudad de Concepción es utilizada como base de las fuerzas opositoras al gobierno de Higinio Morinigo; estas estaban bajo el mando del Coronel Rafael Franco. A causa de esto, la ciudad fue bombardeada por la aviación paraguaya que servía al bando colorado.

## Demografía
| Población Histórica del Departamento de Concepción | Población Histórica del Departamento de Concepción | Población Histórica del Departamento de Concepción |
| Año                                                | Habitantes                                         | Fuente                                             |
| -------------------------------------------------- | -------------------------------------------------- | -------------------------------------------------- |
| 1950                                               | 62 326                                             | Censo paraguayo de 1950                            |
| 1962                                               | 85 690                                             | Censo paraguayo de 1962                            |
| 1972                                               | 108 130                                            | Censo paraguayo de 1972                            |
| 1982                                               | 133 977                                            | Censo paraguayo de 1982                            |
| 1992                                               | 167 289                                            | Censo paraguayo de 1992                            |
| 2002                                               | 179 450                                            | Censo paraguayo de 2002                            |
| 2012                                               | 226 585                                            | Censo paraguayo de 2012                            |
| 2022                                               | 204 536                                            | Censo paraguayo de 2022                            |

## Geografía

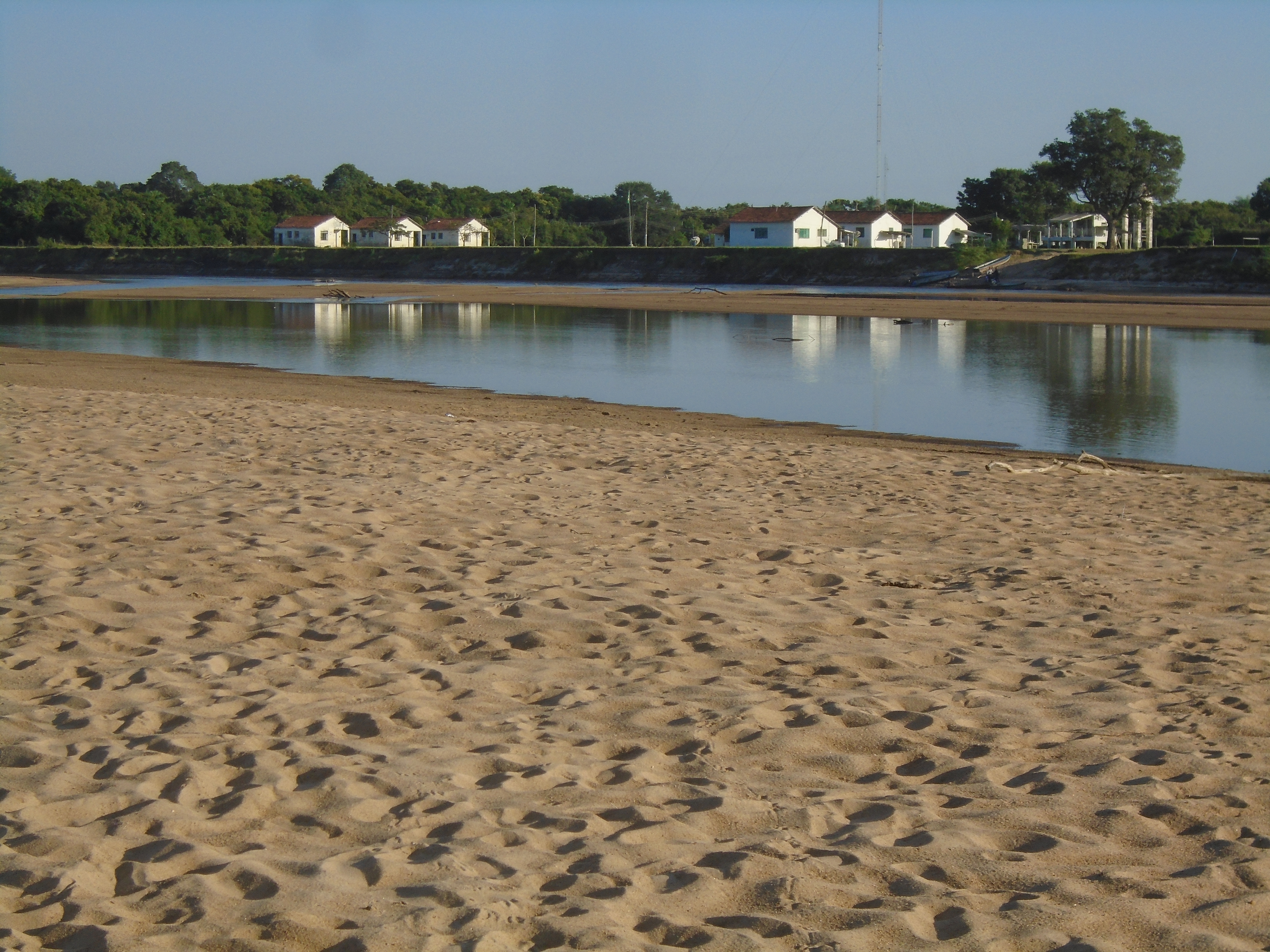
Río Apa, visto desde San Lázaro. En la orilla de enfrente es Brasil.

El departamento de Concepción está ubicado en la parte central de la región oriental del Paraguay, entre los paralelos 22° 00´y 23° 30´sur, y los meridianos 58° 00 y 56° 06´oeste.
- Al Norte: la República Federativa del Brasil de la que está separado por el río Apa, desde la desembocadura del río Paraguay hasta su confluencia con el arroyo Hermoso.

- Al Sur: el Departamento de San Pedro, del que está separado por el río Ypané desde su confluencia con el arroyo Guazú hasta su desembocadura del río Paraguay.

- Al Este: el Departamento de Amambay del que está separado por una línea recta que va desde la desembocadura del arroyo Hermoso con el río Apa hasta la naciente del arroyo Chacalnica; los arroyos Chacalnica y Negla y el río Aquidabán hasta la confluencia del arroyo Guazú. Desde este punto otra línea recta hasta la confluencia de los ríos Ypané-mi y el río Ypané hasta su confluencia con el arroyo Guazú.

- Al Oeste: los departamentos de Presidente Hayes y de Alto Paraguay de los que está separado por el río Paraguay entre las desembocaduras de los ríos Ypané y Apa.

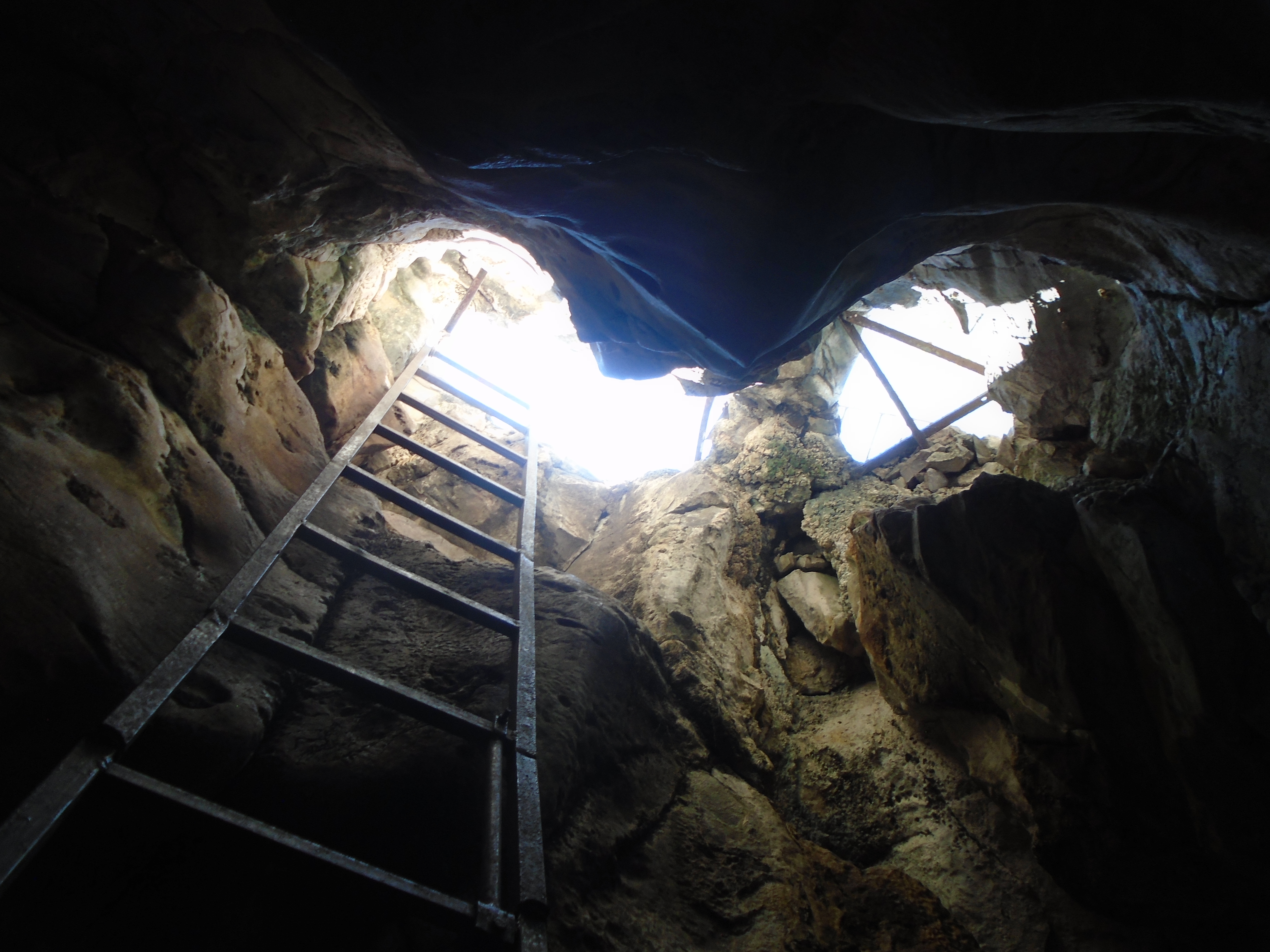
Santa Caverna (Tres Cerros, distrito de San Lázaro).

### Orografía y suelos
Las tierras de este Departamento son de relativa elevación y más aún, cuando nos acercamos a sus fronteras norte y este, donde adquieren caracteres de verdaderas montañas. Son tierras de origen calcáreo, con una diversidad de rocas graníticas y mármoles. El suelo es siluriano, muy fértil. En el centro y norte poseen una topografía baja y plana, con grandes campos de pastoreo con bosques y yerbales.
En el sur, los terrenos altos, levemente pendientes, con bosques de árboles maderables, utilizados para ebanistería y construcción.

Al norte del departamento de Concepción una sucesión de cerros aislados de poca altura, las elevaciones continuas forman la cordillera de las Quince Puntas con la Sierra de San Luis de norte a sur. Se destacan los Cerros Vallemí, Medina, Pytá, Naranjhai, Itapú Guazú y Sarambí.

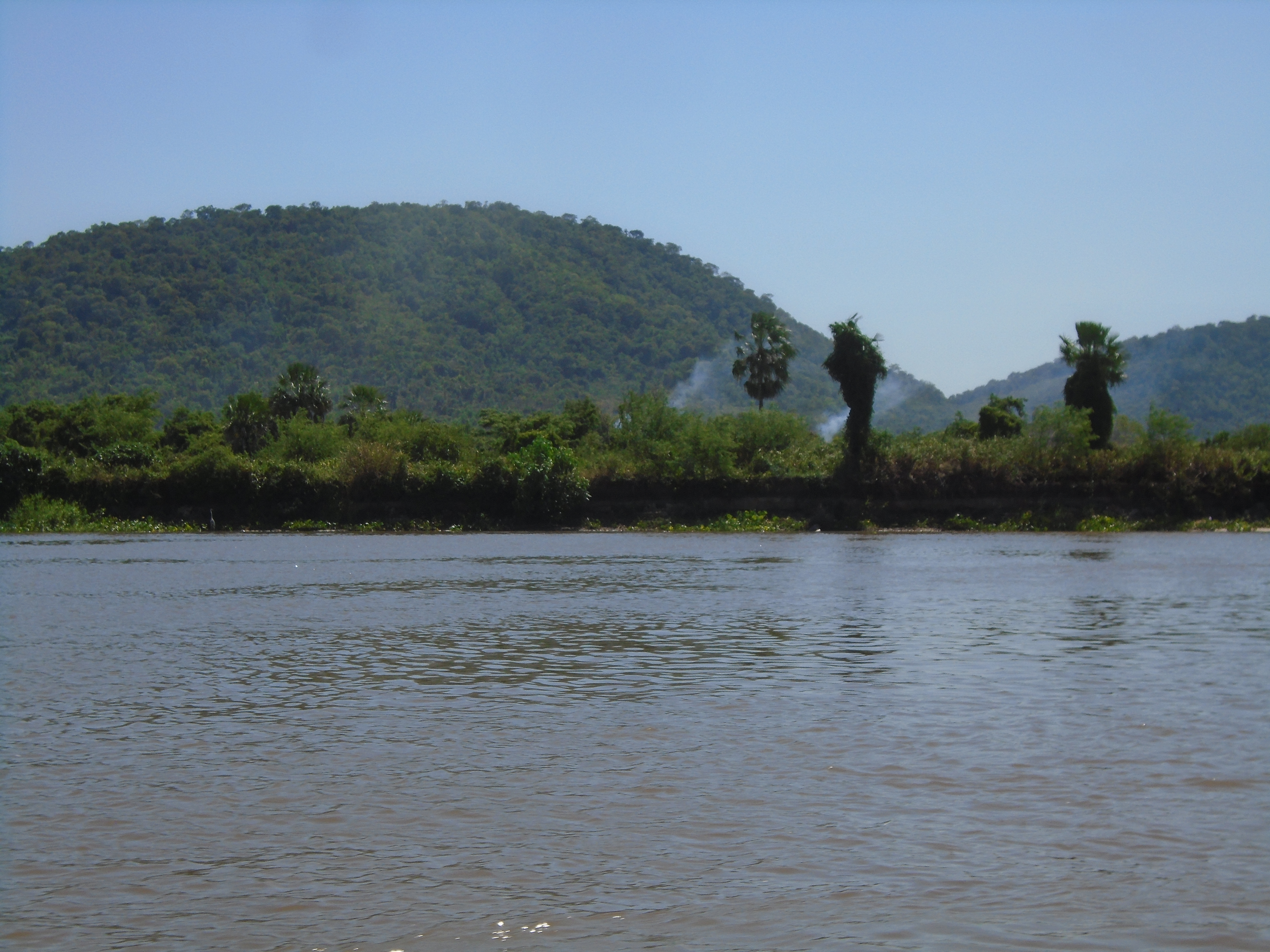
Cerros de Vallemí, vistos desde el río Paraguay.

### Hidrografía
El río Paraguay corre al oeste de Concepción y los afluentes del río, los ríos Apa, Aquidabán e Ypané, que lo atraviesan. Los arroyos que bañan el territorio son: Estrella, Sirena, Apamí, Primero, Quiensabe, Negla, Trementina, Chacalnica, Tapyanguá, Pitanohaga, Guazú, Mbui´i, Ypanemí, Capiibary, Mboi Guazú.
Los puertos de Concepción son:
- Puerto Concepción
- Puerto Vallemí
- Puerto Risso: es un puerto calero, produce cal hidratada, tiene costas borrascosas, ha tenido varios dueños a lo largo de la historia, una antigua casa construida a fines del siglo XIX continua en pie, fue construida para defensa de los indígenas del Chaco.
- Puerto Foncieres: importante mirador sobre el río Paraguay. Una casona data de 1927
- Puerto Max: puerto “Tres Ollas” es actualmente un establecimiento ganadero, frente mismo a Puerto Pinasco.
- Puerto Arrecife: posee acerrifes peligrosos, en época de bajada del río Paraguay, es ideal para practicar la pesca del dorado.
- Puerto Abente: puerto ganadero de estancias, antiguamente llamado “Puerto Kemmerich” se encuentra próxima al arroyo Napeque. Un camino al norte del río Aquidabán, Paso Horqueta, la Ruta Concepción – Vallemí.
- Puerto Pagani: hoy abandonado.
- Puerto Negro: estancias lugareñas están en este puerto.
- Puerto Algesa: embarque y desembarque de cargas y fletes.
- Puerto Antiguo: embarque de pasajeros y cargas menores.
- Puerto Itapucumí: localidad ubicada frente a Puerto Pinasco (7 km al sur), aquí se encuentran vestigios del edificio de la administración de la que fuera la primera fábrica de CEMENTO del país (1913), actualmente es la mayor productora de cal viva, cal hidratada y de cal agrícola del país explotando los recursos naturales en total armonía con el medio ambiente. Sus modernas instalaciones cuentan con planta de trituración de piedra caliza, hornos metálicos verticales para la producción de cal viva, planta de hidratación y planta de embolsado de cal hidratada, cuentan con un proyecto de uso racional de leña, un importante proyecto de reforestación que ya esta en marcha; desde sus puertos de embarque salen los productos hacia otras localidades para su comercialización. Hay un importante mirador sobre el río Paraguay.
- Puerto Itapuá: anteriormente “Calera Cué”, se encuentra al norte del Puerto Fonciere. Un camino costero desde el Puerto Fonciere, posee hornos de cal y se realizan envíos a todo el país con embarcaciones de caleras particulares. Frente mismo hay una isla con hermosas playas, la población es mayormente obrera, existen algunos comercios y una escuela construida en piedra caliza.
- Puerto Guyrati: es una famosa fábrica calera, a unos 10 km del Puerto Itacuá.

### Clima

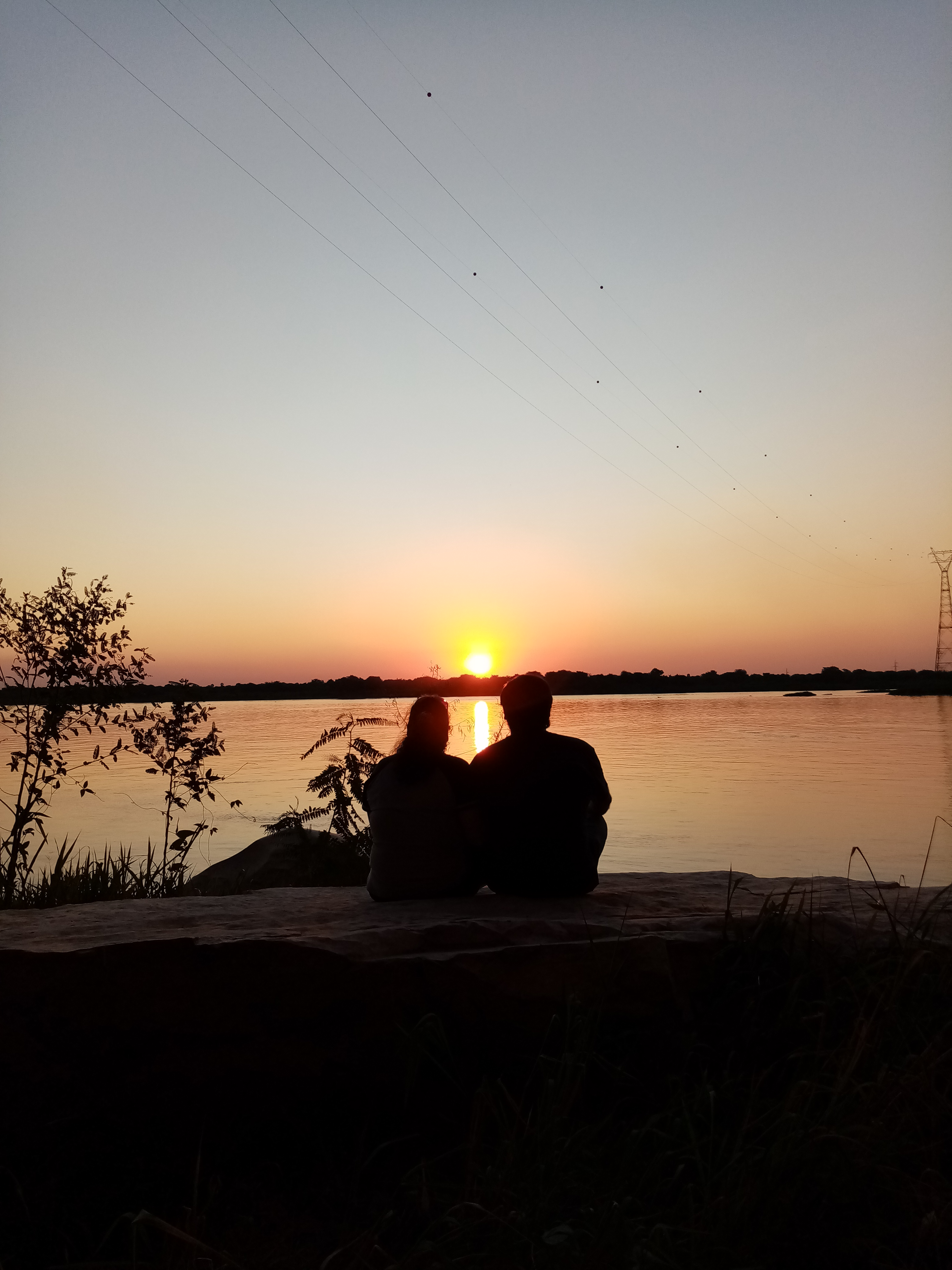
Atardecer frente al río Paraguay.

En verano, la temperatura máxima es de 40 °C, la mínima llega a los 2 °C, la media es de 24 °C. Las precipitaciones alcanzan los 1.324 mm, los meses más lluviosos son de junio a agosto. y los más secos son de noviembre a enero. Los vientos predominantemente son del norte, este y sureste. las lluvias son abundantes en el verano alcanzando unos 1500mm y los inviernos son en general secos.

### Naturaleza y vegetación
Concepción se halla en la Ecorregión del Aquidabán, una parte en el este en la Ecorregión del Amambay y otra parte en la Selva Central.
La deforestación es un problema en el departamento debido al avance de las actividades humanas, impactando gravemente los recursos forestales. Así como la caza descontrolada amenaza la fauna de la región.
La mayoría de las especies forestales están en peligro de extinción. Los animales tampoco se escapan de este flagelo. Los que más problemas tienen son: el puma, yaguareté, gua’ a pytá (loro rojo), gua’ a hovy (loro azul), tucanes, tacua guazú, mboí jagua, jacaré overo, y lobopé.
Algunas aéreas protegidas de Concepción son:
- Serranía San Luis, con una extensión de 70.000 hectáreas
- Itapucumí, con una extensión de 45.000 hectáreas
- Estrella de Concepción, extensión 2.400 hectáreas
- Laguna Negra, extensión 10 hectáreas, está en peligro de extinción.
- Arroyo Tagatiyá, a 197 km de Concepción, por la ruta a Vallemí.

Es Arroyo de agua transparente sobre un lecho calcáreo, cercado de vegetación exuberante (altos árboles, helechos y tacuaras). Snorkeling (buceo de superficie) para observar peces en el arroyo que se convierte en una pecera natural, descenso en gomones por el arroyo, tirolesa, paseos a caballo y senderismo. 
Se ofrece alojamiento en las estancias Ña Blanca y Santa Irene. Habitaciones, cabañas rústicas y áreas de camping.

## División administrativa
El Departamento de Concepción se divide en 14 distritos.
| N.º | Distrito                  | km²   | Población (2022) |  |
| --- | ------------------------- | ----- | ---------------- |  |
| 1   | Arroyito                  | 884   | 8 292            |  |
| 2   | Azotey                    | 793   | 6 731            |  |
| 3   | Belén                     | 299   | 10 605           |  |
| 4   | Concepción                | 1 092 | 73 360           |  |
| 5   | Horqueta                  | 2 106 | 39 548           |  |
| 6   | Loreto                    | 1 001 | 13 580           |  |
| 7   | Paso Barreto              | 2 392 | 3 988            |  |
| 8   | San Alfredo               | 628   | 2 385            |  |
| 9   | San Carlos del Apa        | 2 561 | 856              |  |
| 10  | San Lázaro                | 1 092 | 11 192           |  |
| 11  | Sargento José Félix López | 1 950 | 6 153            |  |
| 12  | Yby Yaú                   | 1 495 | 19 460           |  |
| 13  | Paso Horqueta             | 1.040 | 7 646            |  |
| 14  | Itacuá                    | 1.712 | 2 377            |  |

## Economía

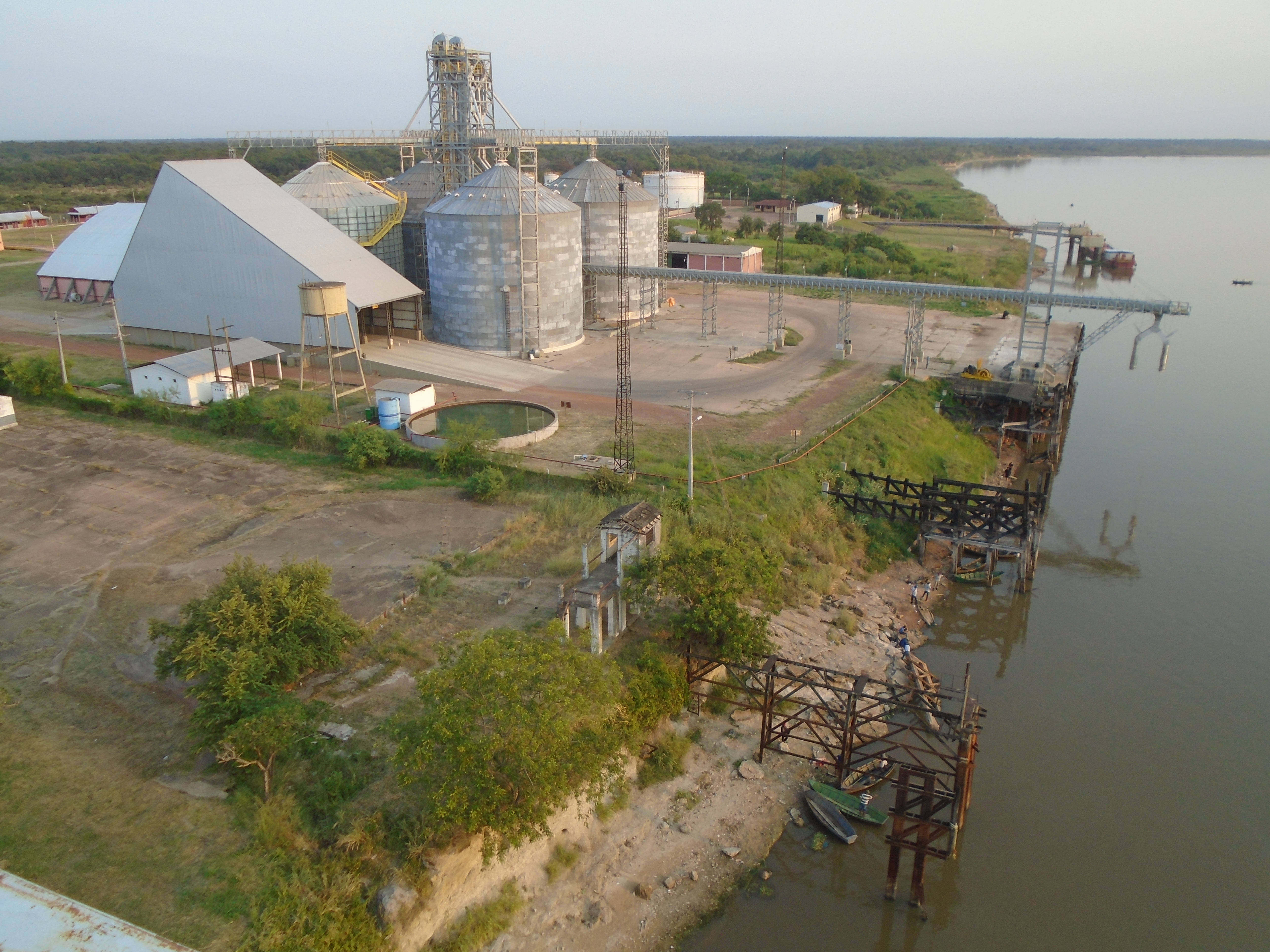
Frigoríficos a orillas del río Paraguay.

En agricultura, los principales rubros del departamento de Concepción  son: algodón, soja, caña de azúcar, trigo, maíz, Yerba Mate y mandioca. En cuanto a las hortalizas, se destaca la producción de locotes y batatas, banano, pimiento, tártago, café, piña, pomelo, ka´a he´e.
En ganadería, ocupa el tercer lugar en producción, la supera la de Presidente Hayes y San Pedro, las tasas de mortalidad de ganado vacuno son relativamente bajas. En Concepción se encuentra la mayor extensión de pasto natural de la Región Oriental del Paraguay. También se cría ganado porcino, ovino, equino, caprino, en importantes cantidades.
En cuanto a la cría de aves, se destacan las aves de corral: gallinas, gallos, pollos y pollitos, así como los patos, pavos, gansos y guineas.
En Vallemí, Concepción, se encuentra la Industria Nacional del Cemento, que posee unas 150 plantas extractoras de cal sobre las márgenes del río Paraguay. Se explotan además, a orillas del río Apa canteras de mármol.
También en la zona están asentados frigoríficos, desmotadoras de algodón, silos y molinos.

## Comunicación y servicios

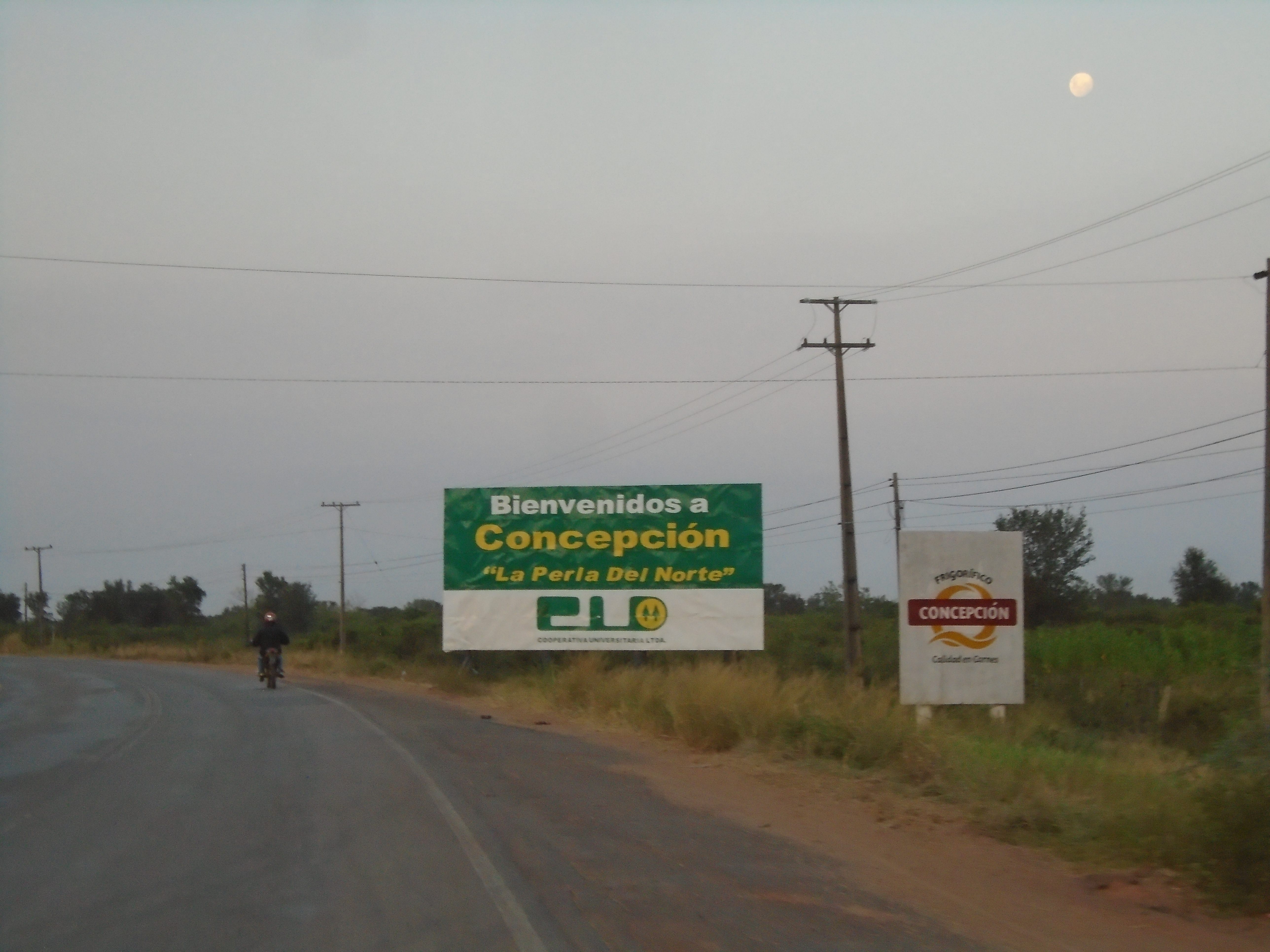
Acceso a Concepción por la Ruta Nacional PY05 "General Bernardino Caballero".

El río Paraguay es la mayor vía de comunicación fluvial, es navegable en casi todo su territorio, en una distancia de 230 km. 

#### Rutas nacionales
Las rutas nacionales que cruzan Concepción son:
- La ruta PY22, que comunica el departamento desde San Lázaro hasta Santaní.
- La ruta PY08, que parte desde el departamento de Amambay, cruzando por Yby Yaú, y se dirige al sur del país.
- La ruta PY05, que comunica Concepción hacia el este con Pedro Juan Caballero y hacia el oeste, cruza al Chaco por el Puente Nanawa hasta Pozo Colorado.

También se puede llegar al departamento por el ramal Pozo Colorado – Puerto Militar, que se une a la Ruta PY09 “Transchaco”, en el Chaco.

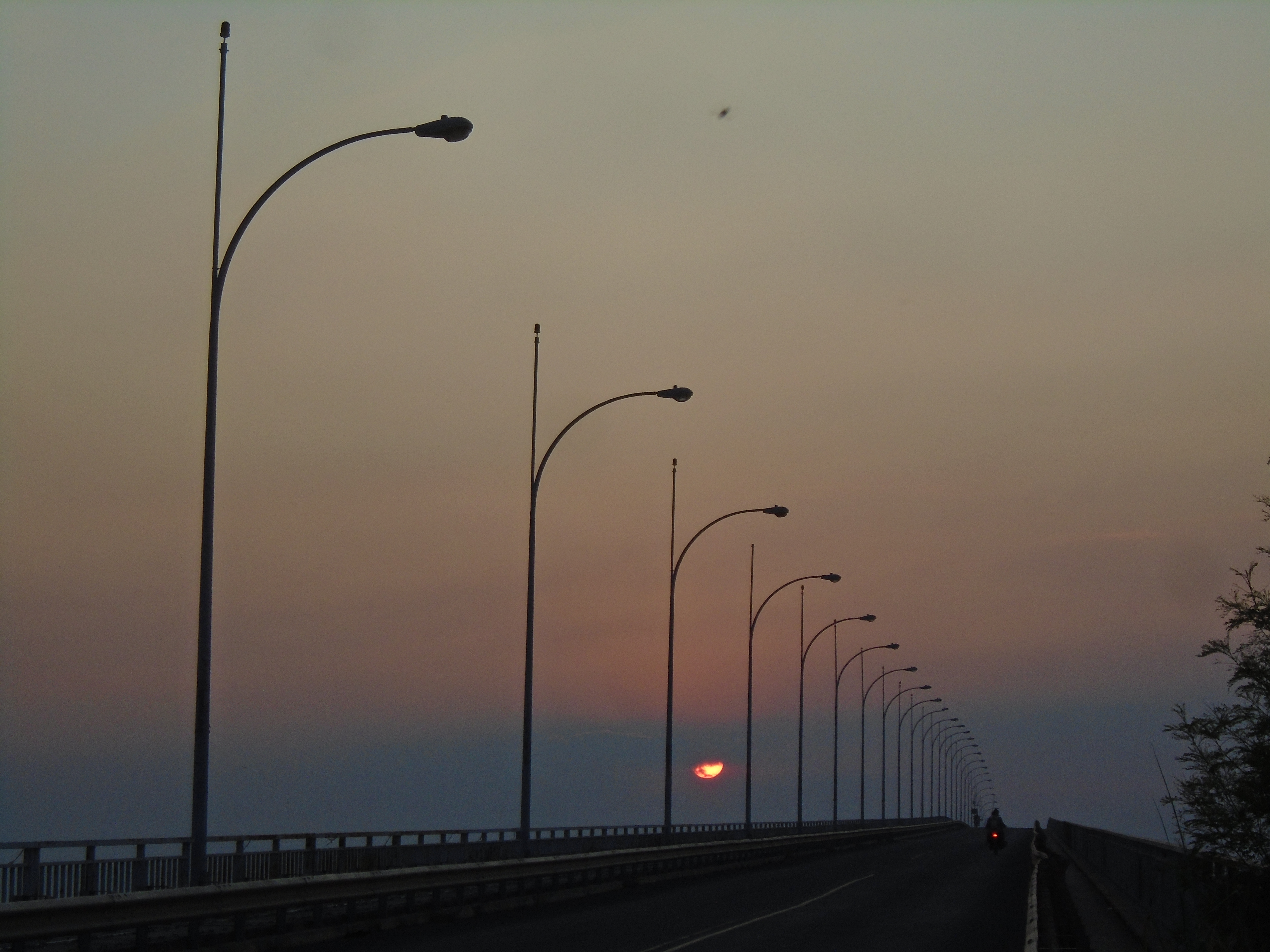
Atardecer en el Puente Nanawa, el cual une los departamentos de Concepción y Presidente Hayes.

En todo el departamento hay 1.951 km de caminos, están pavimentados aproximadamente 270 km y 146 km son enripiados sin pavimentar, 362 km de caminos departamentales lo cruzan.
El aeropuerto "Tte. Cnel. Carmelo Peralta" está ubicado en la ciudad de Concepción y el aeropuerto "Dr. Juan Plate" está ubicado en el distrito de San Lázaro. También existen pistas de aterrizaje en el resto de los distritos, así como en los importantes establecimientos ganaderos.
En el departamento hay servicios de telefonía con discado directo, Concepción, Horqueta e Yby Yaú; en Belén y en Loreto se comunican vía operadora.
Las estaciones de radio en AM, son: Radio Concepción, Radio Vallemí, Radio Yby Yaú, Radio Guyra Campana. En FM: Vallemí, Itá Porá, Aquidabán, Los Ángeles, Continental, Belén, Norte Comunicaciones, entre otros. También existen canales de transmisión de televisión.
33.996 es el total de viviendas ocupadas en Concepción, 13.968 en el área urbana y 20.208 en el área rural. En cuanto a las conexiones de agua potable, alrededor de 1.194 hogares cuentan con la misma. El consumo anual de energía eléctrica es de 85.182 kWh.

## Educación
Existen 190 instituciones para la Educación Inicial, en educación primaria están matriculados unos 39.892 alumnos en un total de 393 escuelas primarias. En educación Media, están matriculados 9.836 alumnos en un total de 63 colegios.
La Universidad Nacional de Asunción tiene en el departamento la filial de la Facultad de Veterinaria, la Facultad de Enfermería "Dr. Andrés Barbero" y la Universidad Católica la Facultad de Ciencias y Letras (Contabilidad, Filosofía, Ciencias de la Educación y Administración).
En el departamento hay instituciones donde se imparten clases para Educación Permanente, Educación Especial, Educación Técnica Superior e Institutos de Formación Docente.
El libro "Departamento de Concepción. Riqueza y desigualdad social" del periodista de Concepción, Hugo Pereira, realiza un profundo análisis de la realidad educativa de la zona.

## Salud
Un total de 64 puestos de salud, entre hospitales y puestos de salud se encuentran distribuidos en todo el departamento. Esto es sin tener en cuenta los establecimientos privados.

Este departamento cuenta con un servicio estable en salud. 

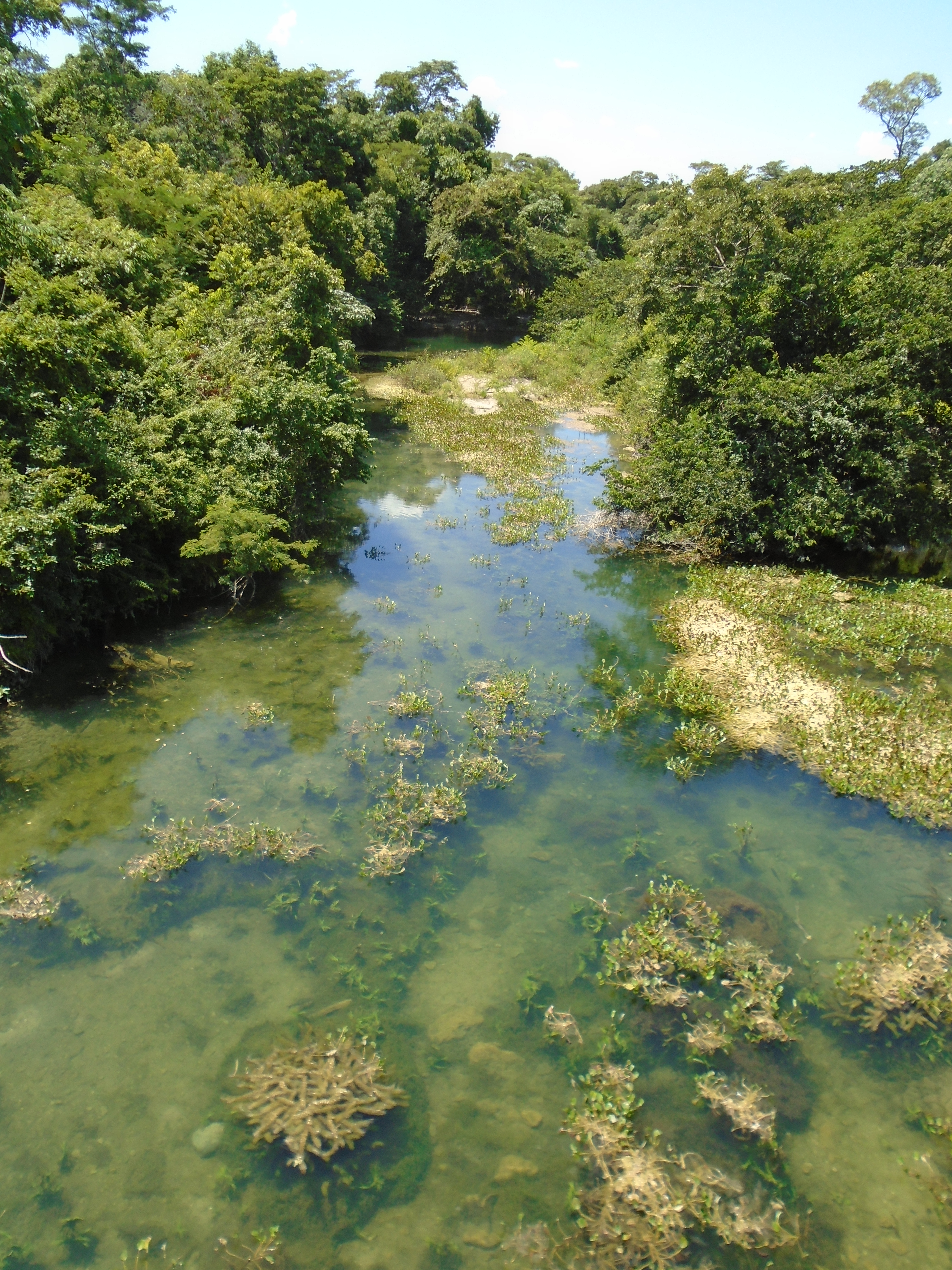
Río Tagatiya-mi (distrito de San Alfredo, departamento de Concepción).

|         | 1990/1992 | 2000/2001 | 2010  |
| ------- | --------- | --------- | ----- |
| Total   | 51,98     | 55,62     | 63,72 |
| Hombres | 45,24     | 50,63     | 54,97 |
| Mujeres | 59,60     | 64,78     | 67,93 |

## Patrimonio
En Concepción hay varios lugares de atracción turística, lo que constituye para la región una importante fuente de ingresos. En el arroyo Tagatiya se practica el ecoturismo.
En la ciudad de Concepción, capital del Departamento se conservan construcciones antiguas que son ejemplo del pasado histórico de la ciudad, donde se puede apreciar la antigua locomotora que funcionó hasta 1960, un camión utilizado en la Guerra del Chaco, así como objetos antiguos guardados en el lugar.
El Cuartel de época de Francisco Solano López, de donde partieron las tropas del Gral. Resquín para la campaña de Mato Grosso, durante la Guerra de la Triple Alianza.
El Fuerte de San Carlos, en el Apa, es un interesante lugar para ser visitado, fue construido durante la Colonia como mecanismo de defensa contra las invasiones de los portugueses bandeirantes.